# Liberty University
Liberty University är ett privat universitet i Lynchburg i delstaten Virginia. Lärosätet har kristen inriktning. Det grundades som Lynchburg Baptist College 1971 av Jerry Falwell Jr. och tilldelades universitetsstatus 1984.
Liberty University erbjuder utbildningsprogram för att bli bland annat jurist, civilekonom, statsvetare, historiker, systemvetare, sjuksköterska, präst och lärare. På lärosätet finns även en musikhögskola.
Lärosätet erbjuder kurser i ungjordskreationism och har samarbetat med organisationer som Answers in Genesis.